# EN 81
Die Normenreihe EN 81 für Aufzugsanlagen ist eine Reihe europäischer Normen, die Produktnormen und Anwendungsrichtlinien für Aufzugsanlagen beinhaltet.
Die Produktnormen definieren Produkteigenschaften, Prüfverfahren, Sicherheitsregeln und Leistungskriterien für die Konstruktion und den Einbau von Aufzugsanlagen. Die EN 81 ist in Deutschland als DIN EN 81 übernommen, in Österreich als ÖNORM EN 81 und in der Schweiz als SN EN 81.
Die EN 81 Reihe wird vom Technischen Komitee CEN/TC10 „Aufzüge, Fahrtreppen und Fahrsteige“ erarbeitet. In Deutschland ist der Normenausschuss Maschinenbau (NAM) mit seinem Ausschuss NA 060-33-01 AA „Aufzüge“ zuständig.

## Teile
Nachfolgende Tabelle listet die aktuell gültigen und in Anwendung befindlichen Teile auf.
| Teil     | Titel 1 | Stand                    |
| -------- | --- | ------------------------ |
| EN 81-03 | Teil 3: Elektrisch und hydraulisch betriebene Kleingüteraufzüge                                                                                                   | 2000 + A1:2008 + AC:2009 |
| EN 81-20 | Aufzüge für den Personen- und Gütertransport - Teil 20: Personen- und Lastenaufzüge                                                                               | 2020                     |
| EN 81-21 | Aufzüge für den Personen- und Gütertransport - Teil 21: Neue Personen- und Lastenaufzüge in bestehenden Gebäuden                                                  | 2018                     |
| EN 81-22 | Aufzüge für den Personen- und Gütertransport - Teil 22: Elektrisch betriebene Aufzüge mit geneigter Fahrbahn                                                      | 2014                     |
| EN 81-28 | Aufzüge für den Personen- und Gütertransport - Teil 28: Fern-Notruf für Personen- und Lastenaufzüge                                                               | 2018                     |
| EN 81-31 | Aufzüge für den Gütertransport - Teil 31: Betretbare Güteraufzüge                                                                                                 | 2010                     |
| EN 81-40 | Spezielle Aufzüge für den Personen- und Gütertransport - Teil 40: Treppenschrägaufzüge und Plattformaufzüge mit geneigter Fahrbahn für Personen mit Behinderungen | 2020                     |
| EN 81-41 | Spezielle Aufzüge für den Personen- und Gütertransport - Teil 41: Vertikale Plattformaufzüge für Personen mit eingeschränkter Beweglichkeit                       | 2010                     |
| EN 81-43 | Besondere Aufzüge für den Transport von Personen und Gütern - Teil 43: Kranführeraufzüge 2                                                                        | 2009                     |
| EN 81-50 | Prüfungen - Teil 50: Konstruktionsregeln, Berechnungen und Prüfungen von Aufzugskomponenten                                                                       | 2020                     |
| EN 81-58 | Überprüfung und Prüfverfahren - Teil 58: Prüfung der Feuerwiderstandsfähigkeit von Fahrschachttüren                                                               | 2022                     |
| EN 81-70 | Besondere Anwendungen für Personen- und Lastenaufzüge - Teil 70: Zugänglichkeit von Aufzügen für Personen einschließlich Personen mit Behinderungen               | 2021                     |
| EN 81-71 | Besondere Anwendungen für Personen- und Lastenaufzüge - Teil 71: Schutzmaßnahmen gegen mutwillige Zerstörung                                                      | 2018                     |
| EN 81-72 | Besondere Anwendungen für Personen- und Lastenaufzüge - Teil 72: Feuerwehraufzüge                                                                                 | 2020                     |
| EN 81-73 | Besondere Anwendungen für Personen- und Lastenaufzüge - Teil 73: Verhalten von Aufzügen im Brandfall                                                              | 2020                     |
| EN 81-77 | Besondere Anwendungen für Personen- und Lastenaufzüge - Teil 77: Aufzüge unter Erdbebenbedingungen                                                                | 2018                     |
| EN 81-80 | Bestehende Aufzüge - Teil 80: Regeln für die Erhöhung der Sicherheit bestehender Personen- und Lastenaufzüge                                                      | 2019                     |
| EN 81-82 | Bestehende Aufzüge - Teil 82: Regeln für die Erhöhung der Zugänglichkeit von bestehenden Aufzügen für Personen einschließlich Personen mit Behinderungen          | 2013                     |

## Weitere nicht-normierte Teile
Neben den vom CEN/TC10 veröffentlichten Normen gibt es weitere Dokumente, welche sich in die Systematik der EN 81 einreihen:
| Teil       | Titel 1 | Stand                     |
| ---------- | --- | ------------------------- |
| TR 3 81-10 | Grundlagen und Auslegungen - Teil 10: System der Normenreihe EN 81                                                                  | 2008-11                   |
| TS 4 81-11 | Grundlagen und Auslegungen - Teil 11: Auslegungen zur Normenreihe EN 81                                                             | 2011-06                   |
| TR 3 81-12 | Grundlagen und Auslegungen - Teil 12: Anwendung der EN 81-20 und EN 81-50 in bestimmten Märkten                                     | 2014-10                   |
| TS 4 81-76 | Besondere Anwendungen für Personen- und Lastenaufzüge - Teil 76: Personenaufzüge für die Evakuierung von Personen mit Behinderungen | 2011, als prEN 81-76:2019 |
| TS 4 81-83 | Bestehende Aufzüge - Teil 83: Regeln für die Verbesserung der Schutzmaßnahmen gegen mutwillige Zerstörung                           | 2009                      |

## Zurückgezogene Teile
Neben den vom CEN/TC10 veröffentlichten Normen gibt es weitere Dokumente, welche sich in die Systematik der EN 81 einreihen:
| Teil    | Titel 1                                                    | Stand        | Anmerkungen                                                 |
| ------- | ---------------------------------------------------------- | ------------ | ----------------------------------------------------------- |
| EN 81-1 | Teil 1: Elektrisch betriebene Personen- und Lastenaufzüge  | 1998+A3:2009 | ersetzt durch EN 81-20:2014 in Verbindung mit EN 81-50:2014 |
| EN 81-2 | Teil 2: Hydraulisch betriebene Personen- und Lastenaufzüge | 1998+A3:2009 | ersetzt durch EN 81-20:2014 in Verbindung mit EN 81-50:2014 |